# Klášter svatého Nauma
Klášter svatého Nauma (makedonsky: Манастир „Свети Наум“) je pravoslavný klášter v Severní Makedonii, pojmenovaný po svatém Naumovi, žákovi Cyrila a Metoděje. Naum roku 905 klášter založil a je v něm rovněž pohřben. Klášter byl téměř zcela zničen někdy mezi 11. a 13. stoletím, obnoven byl v 16. století, z nějž pochází jeho současná podoba. V 16. století v klášteře fungovala řecká škola. Klášter se nachází na pobřeží Ochridského jezera, na vysokém útesu nad ním. Leží asi 29 kilometrů jižně od města Ochrid. Nejbližším sídlem je Ljubaništa. Centrální stavbou klášterního komplexu je kostel Svatých archandělů. V něm se nachází vzácná ikona Nanebevzetí svatého Nauma. Ikonostas uvnitř kostela pochází z roku 1711 a fresky z 19. století. Naumovy ostatky jsou uloženy v samostatné kapli na jižní straně kostela. Dle oblíbené legendy lze při položení ucha na světcův hrob slyšet tlukot jeho srdce. V bývalé klášterní koleji je dnes hotel. Klášter je dodnes silně opevněn, takže budovy nejsou zvenčí vidět.
Oblast okolo kláštera byla v meziválečném období předmětem sporu mezi Královstvím SHS (Jugoslávií) a Albánií.